# КалТрейн
„КалТрейн“, или „Калифорнийски влак“ (на английски: CalTrain), е мрежа от пътнически железопътни линии в района на Санфранциския залив, щата Калифорния, Съединените американски щати.
Обслужва района между Сан Франциско и Гилрой, Калифорния. КалТрейн е със седалище в Редуд Сити, окръг Сан Матео, Калифорния.

## Гари
От север (Сан Франциско) на юг (Сан Хосе):
- Сан Франциско
- 22-ра улица (Сан Франциско) (на английски: 22nd St.)
- Бейшор (на английски: Bayshore)
- Южен Сан Франциско
- Сан Бруно
- Милбрей
- Бродуей (на английски: Broadway)
- Бърлингейм
- Сан Матео
- Хейуърд Парк (на английски: Hayward Park)
- Бей Медолс (на английски: Bay Meadows)
- Хилсдейл (на английски: Hillsdale)
- Белмонт
- Сан Карлос
- Редуд Сити
- Атертън
- Менло Парк
- Пало Алто
- Станфорд
- Калифорния авеню (Пало Алто) (на английски: California Avenue, Palo Alto)
- Сан Антонио (на английски: San Antonio)
- Маунтин Вю
- Сънивейл
- Лорънс (на английски: Lowrence)
- Санта Клара
- Колидж Парк (на английски: College Park)
- Сан Хосе
- Тамиен (на английски: Tamien)
- Капитол (на английски: Capitol)
- Блосъм Хил (на английски: Blossom Hill)
- Моргън Хил (на английски: Morgon Hill)
- Сан Мартин (на английски: San Martin)
- Гилрой

## Цени на билетите
Към 1 януари 2006 г. цените на билетите за КалТрейн са, както следва:
- В рамките на една зона: 2,25 долара
- Между две зони: 3,75 долара
- Между три зони: 5,25 долара
- Между четири зони: 6,75 долара
- Между пет зони: 8,25 долара
- Между шест зони: 9,75 долара

## Галерии

### Гари
- Гара „Бърлингейм“
- Гара „Милбрей“
- Гара „Сан Матео“

### Интериор
- Във влака, на втория етаж.

### Други
- Влаковета на КалТрейн са произведени в Япония.